# Vendômský sloup

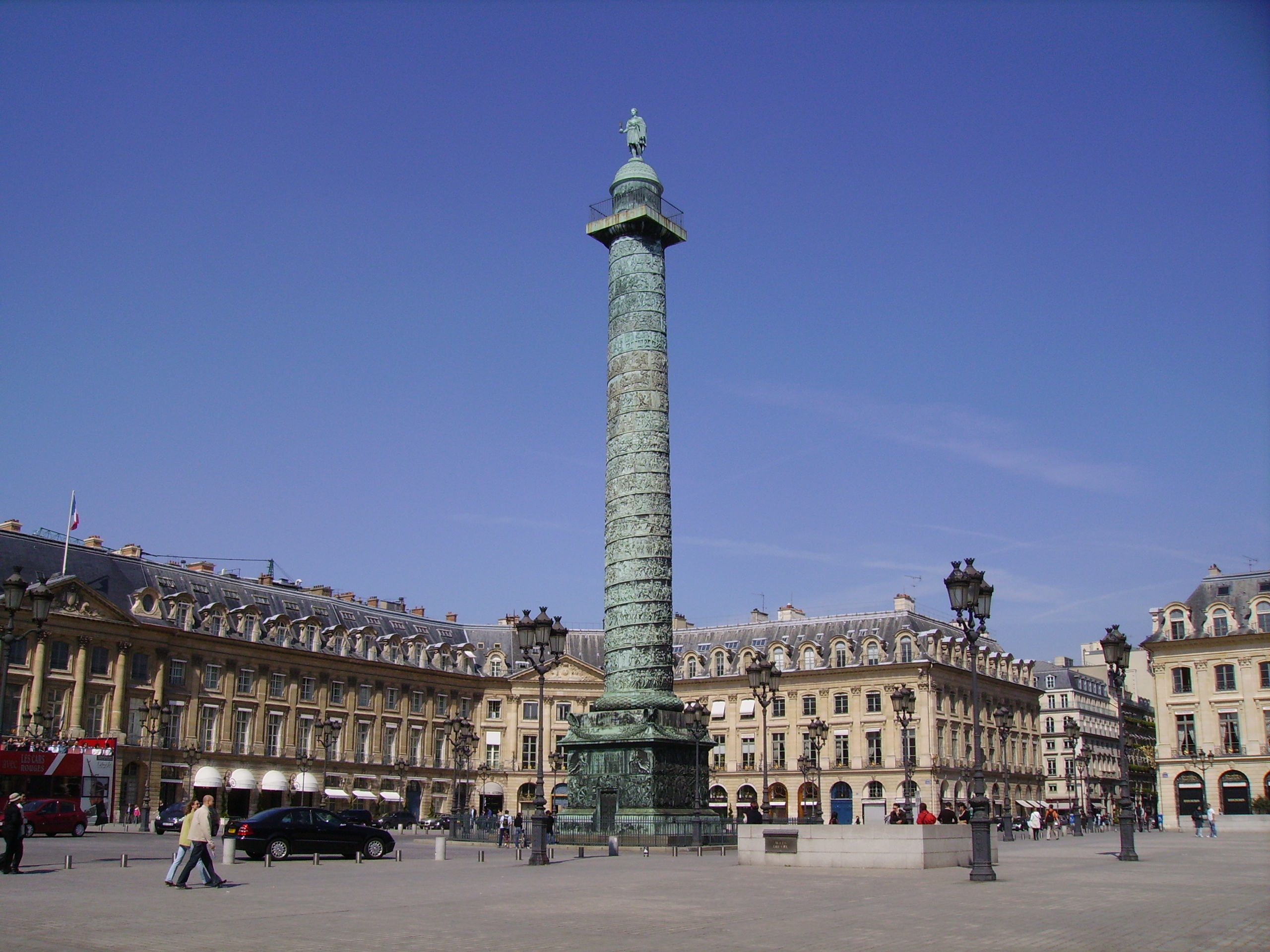
Sloup od jihu

Vendômský sloup (francouzsky Colonne Vendôme) je pamětní sloup na stejnojmenném náměstí v Paříži. Byl vztyčen Napoleonem, aby upomínal na jeho vítězství v bitvě u Slavkova. Jeho původní název proto zněl Slavkovský sloup (Colonne d'Austerlitz), později Sloup vítězství (Colonne de la Victoire) či Sloup Velké armády (Colonne de la Grande Armée). Sloup je chráněn jako historická památka.

## Historie
Náměstí Vendôme bylo vystavěno z popudu Ludvíka XIV. a uprostřed stála jeho jezdecká socha. V roce 1792 byla socha během Francouzské revoluce zničena jakožto symbol královské moci.
V roce 1800 byl vydán dekret, aby byl v každém sídle departementu vztyčen sloup věnovaný statečným mužům. V Paříži Napoleon 20. března rozhodl o výstavbě dvou sloupů. Jeden měl stát na Place de la Concorde věnovaný celému národu a druhý na Place Vendôme. Zatímco Národní sloup nebyl nikdy realizován, základní kámen sloupu Vendôme byl položen 14. července 1800 za přítomnosti Luciena Bonaparta, Napoleonova bratra a ministra vnitra. Avšak poté realizace ustala. Až v roce 1803 Napoleon potvrdil výstavbu sloupu podle vzoru Trajánova sloupu v Římě. Sloup měl být ozdoben 108 figurami šroubovitě vystupujícími až k vrcholu, na němž měla stát socha Karla Velikého.
Ale výstavba postupovala pomalu. V roce 1805 bylo na sloup použito 180 tun kovu získaného z ukořistěných ruských a rakouských děl v bitvě u Slavkova. Udává se, že se jednalo o 1200 děl, ovšem historické zprávy zmiňují jen asi 130 děl. Sloup byl dokončen v roce 1810 a na jeho vrcholek byla umístěna socha Napoleona. V roce 1814 byla socha svržena spojeneckými vojsky okupující Paříž a během Restaurace nahrazena bílou vlajkou. Nová socha se objevila na vrcholku až v roce 1833 a jednalo se opět o Napoleona. V roce 1863 nechal Napoleon III. nahradit tuto sochu kopií první sochy.

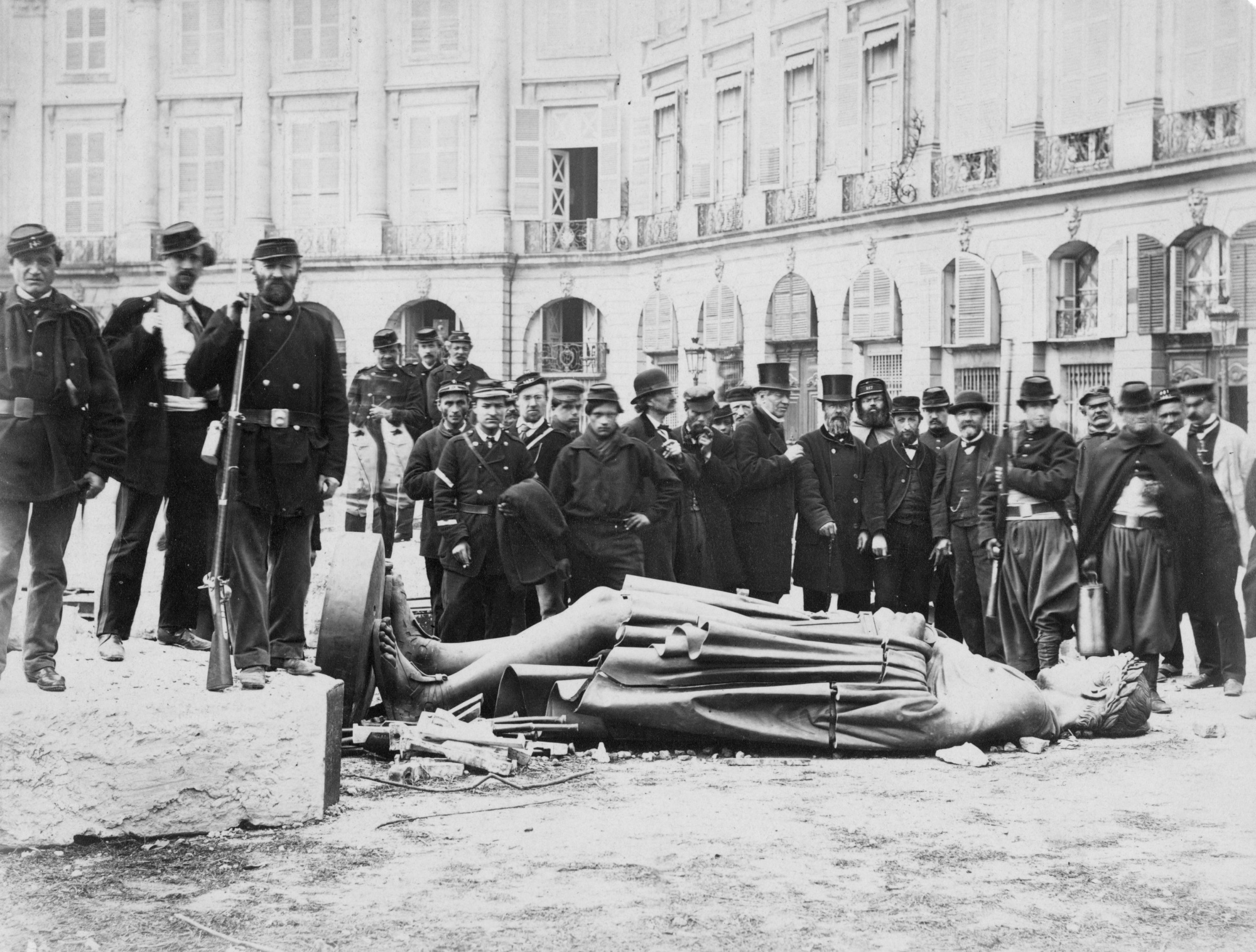
Stržení sloupu v roce 1871

Během povstání Pařížské komuny malíř Gustave Courbet zaslal vládě národní obrany 14. září 1870 výzvu k odstranění sloupu a převezení výzdoby do Muzea dělostřelectva a do pařížské mincovny. Komuna však rozhodla o úplném zničení sloupu, který měl představovat „památník barbarství, symbol hrubé síly a falešné slávy, potvrzení militarismu, popření mezinárodního práva, trvalou urážku vítězů vůči poraženým a věčný útok na jeden ze tří hlavních principů Francouzské republiky – bratrství“ (un monument de barbarie, un symbole de force brute et de fausse gloire, une affirmation du militarisme, une négation du droit international, une insulte permanente des vainqueurs aux vaincus, un attentat perpétuel à l'un des trois grands principes de la République française, la fraternité). 16. května 1871 byl proto sloup stržen a bronzové části roztaveny. Po pádu Komuny rozhodl nový prezident MacMahon v květnu 1873 obnovit sloup nákladem více než 323 000 franků a o dva roky později byl sloup dokončen.

## Popis

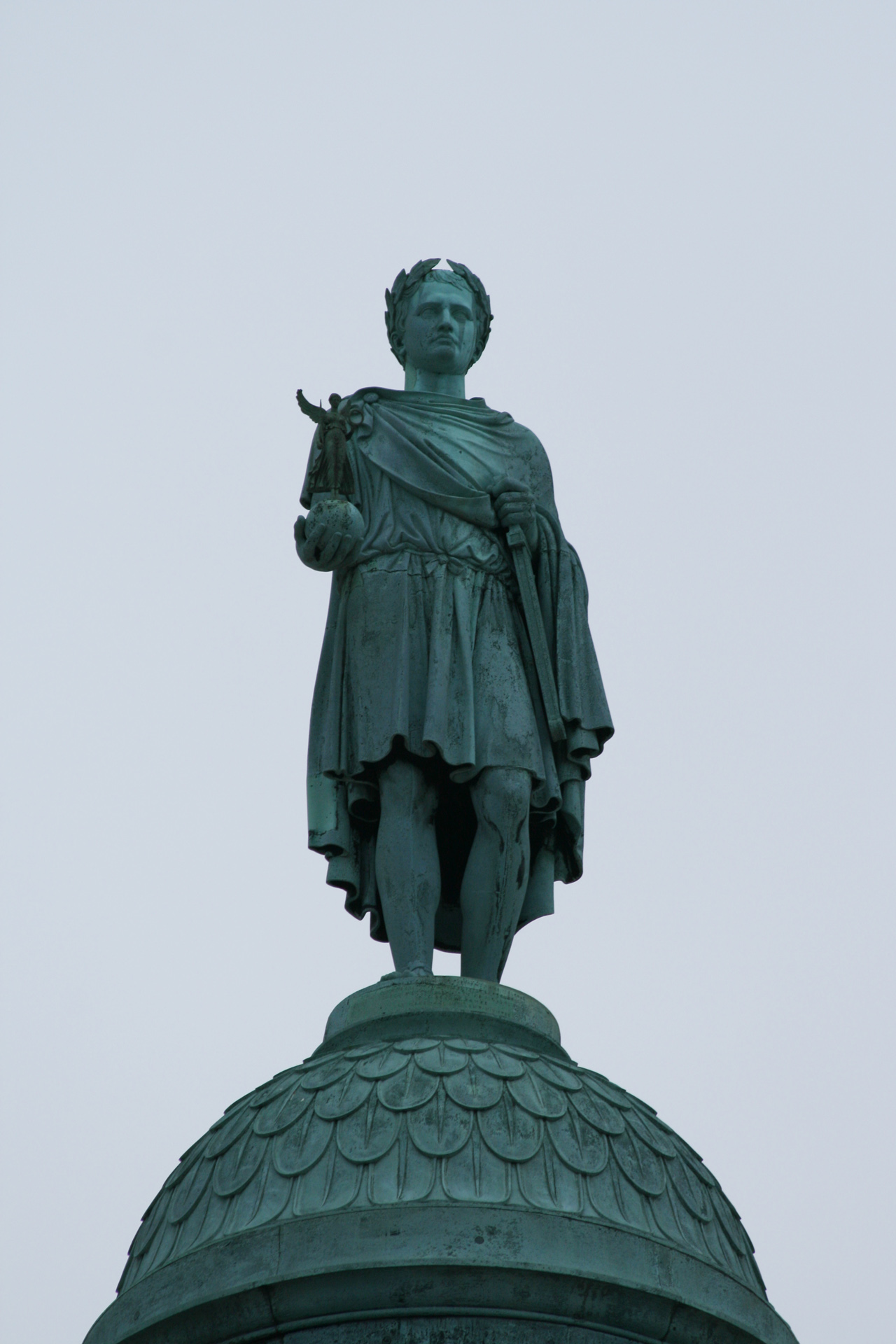
Napoleonova socha

Sloup byl inspirován Trajánovým sloupem v Římě, který je vyroben z mramoru, zatímco sloup Vendôme je kamenný s pláštěm odlitým z bronzu. Základnu sloupu tvoří porfyr z korsického města Algajola. Sloup je vysoký 44,3 metry o průměru 3,60 m zakončený sochou Napoleona. Sloup se skládá z 98 kamenných skruží, které jsou pokryty bronzovými pláty zdobenými starověkým způsobem reliéfy představující trofeje a bitevní scény. Jednotlivé výjevy jsou za sebou řazeny ve šroubovici směřující vzhůru dlouhé 280 m, která se skládá ze 425 bronzových plaket. Výzdobu navrhl Pierre Bergeret a vytvořil ji tým sochařů. Sloupem vede vnitřní schodiště umožňující přístup na ochoz pod sochou. Autorem sochy je sochař Auguste Dumont a představuje Napoleona jako římského císaře, zahaleného v krátké tunice a nesoucího odznaky své moci, tj. meč, glóbus s Bohyní vítězství v rukou a vavřínový věnec na hlavě.

## Napoleonova socha
Během existence sloupu se na jeho vrcholku vystřídaly celkem tři sochy. První sochu Napoleona, která jej zobrazovala jako římského císaře, vytvořil Antoine-Denis Chaudet (1763–1810). Socha byla odlita v roce 1808 a na vrcholu sloupu byla usazena 5. srpna 1810. V roce 1814 však byla odstraněna a 1818 roztavena.
Během Červencové monarchie byla na sloup 28. července 1833 za přítomnosti Ludvíka Filipa usazena nová socha, jímž autorem byl Charles Émile Seurre (1798–1858) a která se dnes nachází na nádvoří Invalidovny. Její výška je 3,5 metrů.
Napoleon III. nechal tuto sochu v roce 1863 nahradit kopií první sochy. Jejím autorem byl sochař Auguste Dumont (1801–1884). Socha byla během Pařížské komuny sice stržena, ale v roce 1875 opět obnovena a na sloupu se nachází dodnes. Jediný rozdíl mezi oběma variantami je ten, že první socha představuje císaře s globem s bohyní v levé ruce a mečem v pravé, zatímco socha od Dumonta drží meč v levici a glóbus v pravici. Tento glóbus je původní, jako jediný se dochoval z první sochy.